# Hermann Nuber
Hermann Nuber, né le 10 octobre 1935 à Offenbach-sur-le-Main (Allemagne) et mort le 12 décembre 2022 dans la même ville, est un footballeur allemand qui évoluait au poste de défenseur, avant de devenir ensuite entraîneur.

## Biographie

### Carrière de joueur

#### Carrière en sélection
Avec l'équipe de RFA, il figure dans le groupe des sélectionnés lors de la coupe du monde de 1958.
Il ne joue toutefois aucun match en équipe nationale.

## Palmarès
Kickers Offenbach
- Coupe de RFA (1) :
  - Vainqueur : 1969-70.